# Palisades village. Utah
Palisades village je [[{{{tip}}}]] u američkoj saveznoj državi Teksas. Prema popisu stanovništva iz 2010. u njemu je živjelo 325 stanovnika.